# Шарль Парис д’Орлеан-Лонгвиль
Шарль-Пари́с д’Орлеа́н-Лонгви́ль (фр. Charles-Paris d'Orléans-Longueville; родился 29 января 1649 года, Париж, Франция — погиб 12 июня 1672 года, Рейн близ Толхейса, Нидерланды) — французский аристократ и военачальник, 10-й герцог де Лонгвиль (в 1669—72 годах). Герцог де Эстутвиль, граф де Нёвшатель, де Валанжен, де Дюнуа, де Сен-Поль и де Танкарвиль.

## Биография
Известно, что Шарль-Пари родился от связи Анн-Женевьев де Бурбон-Конде, жены герцога Генриха де Лонгвиля, с Франсуа де Марсийяком, герцогом Ларошфуко. Анна-Женевьева убедила супруга официально признать Шарля-Париса своим законным сыном.
В 1661 году, по распоряжению французского короля Людовика XIV, 12-летний Шарль-Пари был назначен аббатом в Сент-Этьен-Кане. В январе 1664 года, в присутствии самого государя, к тому времени уже являвшийся принцем Шарль-Пари отказался от сана аббата. В 1667 году 18-летний Шарль-Пари д’Орлеан-Лонгвиль сопровождал короля во время военной кампании во Фландрии, где принял участие во взятии городов Турне, Дуэ и Лилля. В 1668 году он участвовал в военной кампании французской армии во Франш-Конте.
В конце 1668 года принц во главе отряда из 100 добровольцев отправился в составе французских сил на остров Крит, где французы безуспешно пытались оказать помощь венецианцам, осаждённым турками в крепости Кандия. В 1669 году Жан-Луи-Шарль д’Орлеан-Лонгвиль, герцог де Лонгвиль, страдавший психическим расстройством, отказался от титула в пользу своего младшего брата Шарля-Париса, а сам удалился в монастырь, где, в отличие от брата, стал аббатом. В том же году Шарль-Пари д’Орлеан-Лонгвиль, герцог де Лонгвиль, оказался одним из претендентов на королевской престол Речи Посполитой.
В 1672 году Шарль-Пари д’Орлеан-Лонгвиль принял участие в Голландской войне 1672—1678 годов. 12 июня того же года он погиб во время переправы через реку Рейн в окрестностях крепости Толхейс.
Герцог не был женат. От связи с Мадлен д’Анжен (1629—1714), женой маршала Франции Анри де Лаферте-Сентера, имел внебрачного сына Шарля-Луи Орлеанского (ок. 1670—1688), шевалье де Лонгвиля, погибшего во время осады французской армией Филипсбурга в 1688 году.